# Andrzej Bledzewski
Andrzej Bledzewski (Gdynia, 2 luglio 1977) è un ex calciatore polacco, di ruolo portiere.

## Carriera

### Club
Fa la sua ultima presenza nell'Arka Gdynia il 14 marzo 2010 nella sconfitta per 2-0 contro lo Zagłębie Lubin.
Debutta con il Warta Poznań il 6 marzo 2011 nella vittoria fuori casa per 0-1 contro il Nieciecza.
Debutta con il Miedź Legnica il 23 luglio 2011 nel pareggio per 1-1 contro il Chrobry Głogów.

### Nazionale
Debutta in Nazionale il 13 febbraio 2002 nella vittoria fuori casa per 1-4 contro l'Irlanda del Nord.

## Statistiche

### Cronologia presenze e reti in nazionale
| Cronologia completa delle presenze e delle reti in nazionale ― Polonia | Cronologia completa delle presenze e delle reti in nazionale ― Polonia | Cronologia completa delle presenze e delle reti in nazionale ― Polonia | Cronologia completa delle presenze e delle reti in nazionale ― Polonia | Cronologia completa delle presenze e delle reti in nazionale ― Polonia | Cronologia completa delle presenze e delle reti in nazionale ― Polonia | Cronologia completa delle presenze e delle reti in nazionale ― Polonia | Cronologia completa delle presenze e delle reti in nazionale ― Polonia |
| Data                                                                   | Città                                                                  | In casa                                                                | Risultato                                                              | Ospiti                                                                 | Competizione                                                           | Reti                                                                   | Note                                                                   |
| ---------------------------------------------------------------------- | ---------------------------------------------------------------------- | ---------------------------------------------------------------------- | ---------------------------------------------------------------------- | ---------------------------------------------------------------------- | ---------------------------------------------------------------------- | ---------------------------------------------------------------------- | ---------------------------------------------------------------------- |
| 13-2-2002                                                              | Limassol                                                               | Irlanda del Nord                                                       | 1 – 4                                                                  | Polonia                                                                | Amichevole                                                             | -                                                                      | 89’                                                                    |
| Totale                                                                 |                                                                        | Presenze                                                               | 1                                                                      |                                                                        | Reti                                                                   | 0                                                                      |                                                                        |

## Palmarès
- Supercoppa di Malta: 1

Birkirkara: 2006